# 蘭登伯格章克申 (特拉華州)
蘭登伯格章克申（英語：Landenberg Junction）是位於美國特拉華州紐卡斯爾縣的一個非建制地區。該地的面積和人口皆未知。

## 地理
蘭登伯格章克申的座標為39°43′49″N 75°37′08″W / 39.73028°N 75.61889°W，而該地的平均海拔高度為26米（即85英尺）。